# Gleichschwebende Aufmerksamkeit
Gleichschwebende Aufmerksamkeit in der analytischen Sitzung lautet die wichtigste technische Grundregel Freuds für den Psychoanalytiker und beschreibt, wie er dem Patienten zuhören soll, ohne bestimmte Inhalte von dessen Äußerungen zu bevorzugen: „Man halte alle bewußten Einwirkungen von seiner Merkfähigkeit ferne und überlasse sich völlig seinem 'unbewußten Gedächtnisse', oder rein technisch ausgedrückt: Man höre zu und kümmere sich nicht darum, ob man sich etwas merke.“

## Begründung und Beschreibung der Technik
Laut Freud solle der Analytiker nicht nur sämtliche Störungen der Außenwelt ausblenden, sondern auch sich selbst in einen Zustand der psychischen Entspannung und Aufnahmebereitschaft versetzen. Wichtig sei insbesondere, nicht persönlichen Neigungen und Erwartungen zu folgen, weil der Analytiker sonst Gefahr laufe, „niemals etwas anderes zu finden, als man schon weiß.“ Gleichschwebende Aufmerksamkeit bedeute die vollständige Unterbrechung all dessen, was gewöhnlich Aufmerksamkeit auf sich ziehe, und zugleich die ausschließliche Befassung mit den Aussagen des Analysanden. Selbst bestens begründete Annahmen und theoretisches Wissen seien während der Sitzungen einer psychoanalytischen Kur auszuschalten.
Gegenstück der gleichschwebenden Aufmerksamkeit ist – auf Seite des Patienten – die freie Assoziation: Der Analysierte soll unbekümmert sagen, was er gerade denkt und empfindet – ohne auszuwählen, ohne etwas auszulassen. Es solle keine Rolle spielen, ob diese Gedanken und Empfindungen dem Analysierten gerade peinlich sind, sie ihm nebensächlich oder unbedeutend erscheinen. Damit sollte, nach Freud, die Entstehung einer ganz bestimmten Art der Kommunikation im psychoanalytischen Dialog ermöglicht werden, und zwar, eine von Unbewusst zu Unbewusst. Er beschreibt die Haltung des Analytikers wie folgt:
„Er soll dem gebenden Unbewußten des Kranken sein eigenes Unbewußtes als empfangendes Organ zuwenden, sich auf den Analysierten einstellen wie der Receiver des Telephons zum Teller eingestellt ist. Wie der Receiver die von Schallwellen angeregten elektrischen Schwankungen der Leitung wieder in Schallwellen verwandelt, so ist das Unbewußte des Arztes befähigt, aus den ihm mitgeteilten Abkömmlingen des Unbewußten dieses Unbewußte, welches die Einfälle des Kranken determiniert hat, wiederherzustellen.“

## Weitere Diskussion
Theodor Reik führte den Begriff des Hörens mit dem Dritten Ohr als den wichtigsten Aspekt beim Zuhören des Analytikers ein, welches durch logisches Schließen nur gestört würde. Demgegenüber betonte Otto Fenichel eine Ausgewogenheit zwischen dem Gewährenlassen der unbewussten Einfälle und der notwendigen logischen Prüfung. Diese Kontroverse und Feinabstimmung der psychoanalytischen Haltung setzt sich fort, z. B. zwischen den Positionen Alfred Lorenzers und Wolfgang Lochs. Wesentliche Erweiterungen finden sich dann bei Wilfred Bion mit der Auffassung, die gleichschwebende Aufmerksamkeit ziele auf das Unbekannte in der Übertragung, das Nicht-Wissen und durch die Verbindung zum Konzept der Negative Capability. Hermann Argelander versteht die gleichschwebende Aufmerksamkeit als einen Einstellungswechsel im Analytiker, durch den sich das, wovon gerade gesprochen wird, durch unbewusste Sinnzusammenhänge umzentrieren kann, wodurch das Gesprochene eine weitere Bedeutung gewinnt.